# Adolf Fehler

Adolf Fehler, 1884

Adolf Fehler (* 25. Mai 1828; † 27. März 1903 in Friedenau) war ein Berliner Kommunalpolitiker. Er war von 1892 bis 1903 Schöffe sowie stellvertretender Amts- und Gemeindevorsteher in Friedenau. 

## Leben
Fehler war 1886 Mitbegründer des Friedenauer Männer-Turn-Vereins und lange Zeit dessen Vorsitzender. Er unterzeichnete 1899 als Schöffe der damaligen Landhauskolonie Friedenau einen – jedoch nicht verwirklichten – Vereinigungsvertrag zwischen Schöneberg und Friedenau. Nach der Niederlegung der Amtsgeschäfte durch den Gemeindevorsteher Albert Roenneberg führte er von 1902 bis zu seinem Tode im Jahr 1903 als interimistischer Gemeindevorsteher die Verwaltung von Friedenau. Danach übernahm Gustav Schnackenburg dieses Amt. 

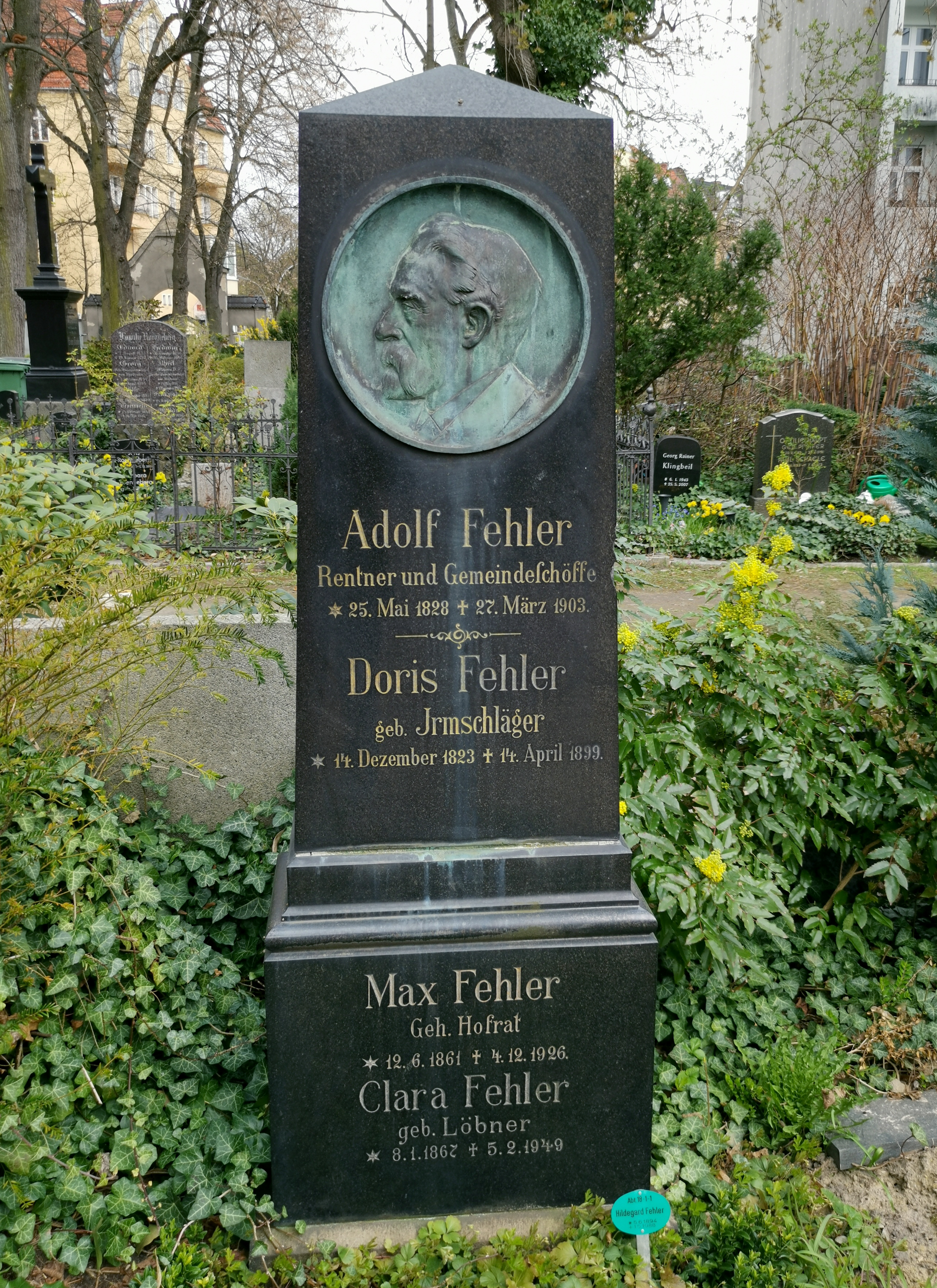
Grabstelle auf dem Friedhof Schöneberg III

Der nördlich des heutigen Friedhofs Schöneberg III verlaufende Abschnitt der Straße Am Friedhof wurde um 1900 in Fehlerstraße umbenannt. Dieser Abschnitt wurde bereits gegen Ende des 19. Jahrhunderts bebaut. Adolf Fehler wurde neben dem Eingang zur Friedhofskapelle beigesetzt. Sein Grab hat sich bis heute erhalten (Abt. 18-1-1). 